# Isradipina
La isradipina, llamada también «irsadipino» y comercializado bajo la marca DynaCirc, es un medicamento de la familia de los bloqueadores de los canales de calcio dihidropiridínicos utilizado para tratar la hipertensión arterial y la angina de pecho inestable.

## Historia y usos
Este medicamento fue patentado en 1978 y aprobado para uso médico en 1989. Está disponible como medicamento genérico. En Estados Unidos, una dosis de 5 mg dos veces al día cuesta alrededor de 27 dólares estadounidenses al mes. Se ha estudiado un posible efecto neuroprotector.

## Mecanismo de acción
El irsadipino actúa bloqueando los canales lentos de calcio. Es un medicamento se toma por vía oral. El efecto máximo puede tardar hasta cuatro semanas.

## Contraindicaciones
En el contexto clínico, se sugiere abstenerse de administrar este medicamento a pacientes que presenten alteraciones del nodo sinusal sin la presencia de marcapasos, así como a aquellos con hipotensión, patología de isquemia coronaria y disfunción hepática. Se recomienda evitar su uso en combinación con medicamentos inductores enzimáticos. Las cpntraindicaciones incluyen:
- Hipersensibilidad a isradipino, a otras dihidropiridinas o a alguno de los excipientes.
- Shock cardiogénico.
- Angina inestable o primer mes posinfarto.
- Estenosis aórtica grave.

## Efectos secundarios
Los efectos secundarios de este medicamento incluyen dolor de cabeza, hinchazón, palpitaciones y aturdimiento; otros efectos secundarios pueden incluir empeoramiento de la insuficiencia cardíaca, dolor de pecho y presión arterial baja.
La seguridad de este medicamento durante el embarazo no está clara.